# Tigri anatoliche
Nel contesto dell'economia turca, le tigri anatoliche (in turco Anadolu Kaplanları) sono un certo numero di città della Turchia che hanno registrato record di crescita impressionanti sin dagli anni '80, nonché una varietà specifica di imprenditori in ascesa i quali spesso sono ricondotti alle città suddette, e che hanno elevato, in via generale, il loro status di piccole e medie imprese.
Quando si tratta di città specifiche, il termine è più spesso utilizzato per i capoluoghi o i centri dipendenti di Denizli, Gaziantep, Kayseri, Balıkesir, Konya, Kahramanmaraş, Bursa e İzmit. All'interno della Turchia, l'accento è posto sulle città che hanno ricevuto pochi investimenti o sussidi statali nel corso degli anni. Ordu, Çorum, Denizli, Gaziantep e Kahramanmaraş, in particolare, sono citate tra le città che "ce l'hanno fatta da sole". In ordine di tempo, mentre Denizli nella regione turca dell'Egeo è stata la precorritrice di una rapida crescita in un modello di tigre anatolica, al 2006 Gaziantep, Malatya, Konya e Kayseri sono state citate come le tigri di spicco sulla base del numero di aziende che erano annoverate tra le 500 più grandi della Turchia.
Al di là delle loro unità produttive, la definizione esclude generalmente le aziende che hanno la loro sede nelle più grandi città della Turchia, vale a dire Istanbul, Ankara, Smirne, Bursa e Adana, nonché le società costituite con capitale pubblico.
| Città                                                                       | No. di aziende |
| --------------------------------------------------------------------------- | -------------- |
| Denizli                                                                     | 29             |
| Gaziantep & Kayseri                                                         | 23             |
| Balıkesir                                                                   | 15             |
| Konya                                                                       | 14             |
| Kahramanmaraş                                                               | 9              |
| Ordu                                                                        | 7              |
| Samsun                                                                      | 5              |
| Çorum                                                                       | 8              |
| Trebisonda & Ünye                                                           | 4              |
| Kütahya & Niğde                                                             | 3              |
| Adıyaman & Afyonkarahisar & Çankırı & Giresun & Isparta & Karaman & Malatya | 2              |

Al di là delle loro caratteristiche comuni in una prospettiva economica, sono stati fatti anche riferimenti, soprattutto nei media internazionali, a diverse connotazioni politiche all'interno del termine, associando anche tali capoluoghi ai valori islamici o estendendo il loro insieme sotto le definizioni come "capitale islamica" o " capitale verde”. Le scelte politiche e le tendenze di voto delle città e in alcune particolari possono tuttavia differire ampiamente tra loro. Uno studio del 2005 della European Stability Initiative incentrato su Kayseri usa il termine "calvinisti islamici" per definire gli imprenditori e i loro valori. Diversi premi o conferenze aziendali in Turchia traggono riferimento dal termine "Tigri anatoliche" o dalle sue varianti. Il termine è stato copiato successivamente alle Tigri asiatiche.

## Distribuzione geografica
Secondo la classifica annuale del 2005 della Camera dell'industria di Istanbul sulle prime 1000 imprese industriali della Turchia, la tabella adiacente annovera le città che meglio si adattano alla definizione di Tigri anatoliche.